# 池泉庭園

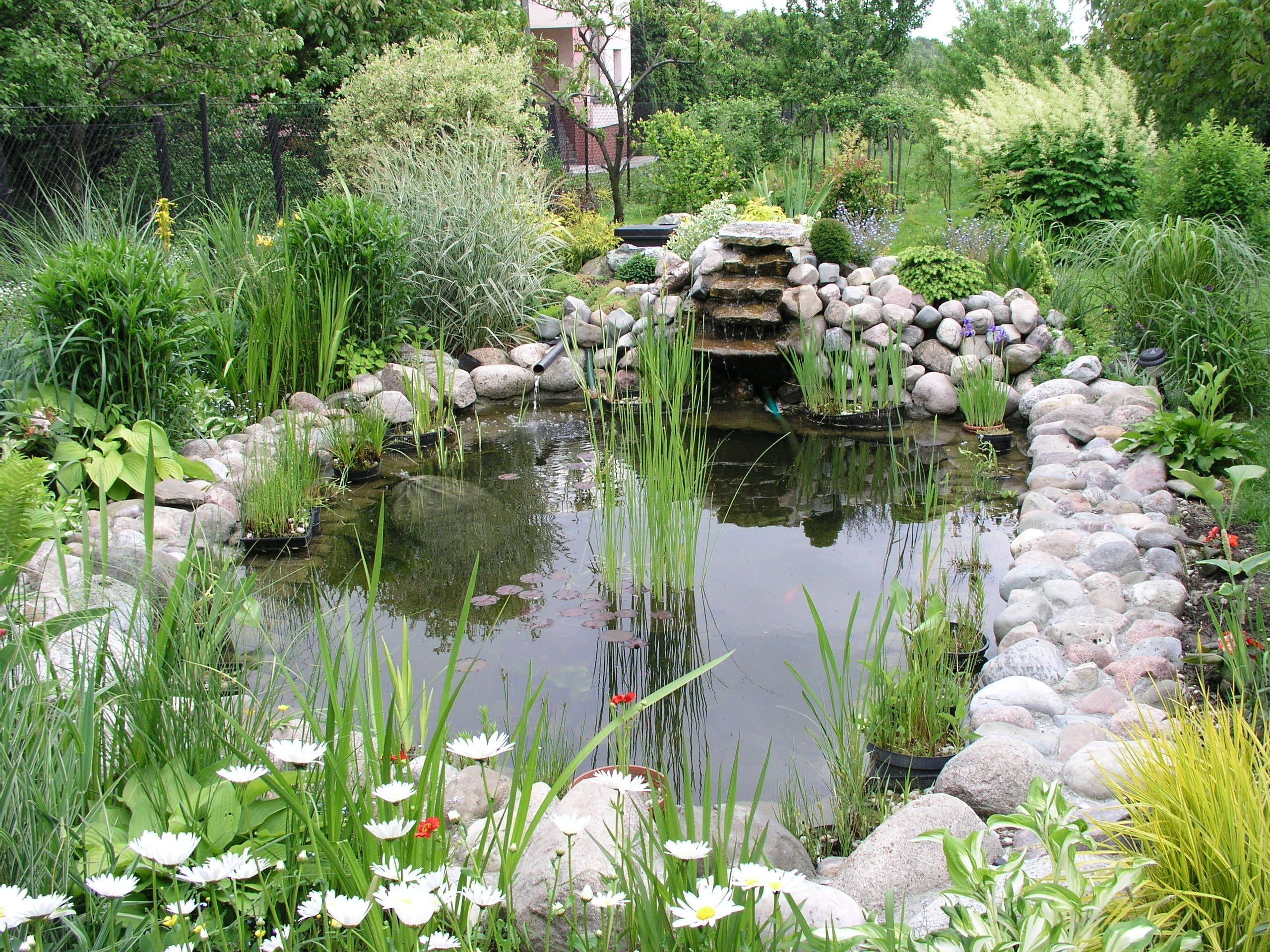
私邸の水庭

池泉庭園（ちせんていえん、英: water garden）は、池泉や水景物のある庭のこと。水生庭園（Water gardens、aquatic gardensとしても知られている）水のある庭園などとも呼ばれ、水景物のある庭園の一種。 
中国に起源を持つ池庭の雅称では林泉（りんせん）が使用されているが、これは『懐風藻』の巨勢多益須「春日、応詔」にこの語が見え、飛鳥時代にはすでに日本で用いていたことがわかる。江戸時代には庭園の雅語として比較的よく用いられ、『都林泉名勝図会』(1799)の所載庭園から池庭に限らず枯山水も含め一般に庭園を表す用語である。  
主な目的が特定の種または水生植物の多様性を収容、展示または伝播することなので、内外部の景観または建築要素としても定義が可能。庭では主に植物に焦点を当てているが、観賞魚も収容することがあり、この場合の水の機能は養魚池にもなる。
プールや池に適応した植物の成長に関係するガーデニングをウォーターガーデニングと呼び、ガーデンのサイズや深さはほぼ任意であるが通常は小さくて比較的浅い(一般的には50cmほどである)。 これは、ほとんどの水生植物が深さに敏感であり、繁栄するために特定の水深を必要とするためであるが各ウォーターガーデンに生息する特定の種によって、最終的に必要な実際の表面積と深さが決定される。 

## 歴史
水の庭園および一般的な水景要素は古代ペルシャ式庭園と中国庭園以来、公共および私有の庭園の一部を成す。たとえば304年ごろにNanfang Caomu Zhuangは、水上庭園でホウレンソウの栽培を記録している。 水要素はすべての時代に存在し、その景観や環境に庭園が含まれるすべての文化によく表れている。近代化の到来で近代的な水ポンプが導入される以前は、水は園内だけの循環ではなく、川や湧水が水庭を迂回し、そこから農地や自然の水路に流れていた。歴史的にこうした水の機能は、食物目的と装飾美学の両方、植物と魚の生産を可能にするために利用されていた。 
「ウォーターガーデン」という用語は通常、比較的特定の目的に使用される特定のタイプの自然または人工の水機能を表すために使用されているが、他の多くのタイプ、スタイルおよびデザインでも水機能は存在している。 

## 解説

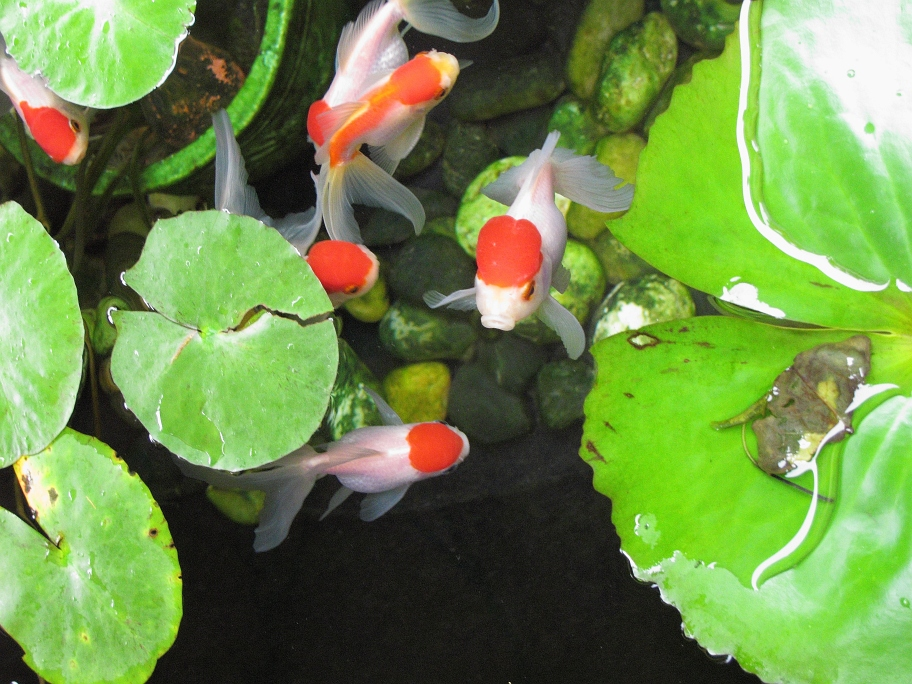
レッドオランダ（ウェン）金魚は、ユリの小さな屋外の池で飼育されました。

水生植物相と動物相のバランスがとれると、 持続可能な水質と透明度をサポートする水生生態系が形成される。 噴水 、 彫像 、 人工滝 、 巨石 、水中照明 、裏地処理、縁取りの詳細、水路、水中および岸辺の植栽などの要素は、視覚的な関心を高め、ウォーターガーデンを地元の風景や環境に統合するのに役立っている。 

## 池泉の特徴と種類
- カテゴリー
  - 天然水の特徴
  - 人工水機能
  - 自然水の特徴
  - 消失水の機能
  - ライブウォーター機能
  - 滅菌水機能
- プールと池
  - 養魚池
  - 正式なプール
  - 池泉
  - 鯉池
  - 湖
  - 蓮池
  - 自然主義的池
  - プランジプール
  - リフレクティングプール
  - 浅いプール/潮のプール
  - ストリームプール
  - 水泳池
  - スイミングプール
- 野生生物の池/生息地の池
  - 水コース
  - ブルックス
  - クリーク
  - ストリーム
  - 河川
  - ラネル
  - リル
  - 自然河川
- 噴水
  - バブラー噴水
  - 消える噴水
  - 噴水式水飲み場
  - 水上噴水
  - 正式噴水
  - ジュー・ドー
  - クーゲル噴水
  - スピッター噴水
  - 卓上噴水
  - 壁噴水
- 滝
  - 人工滝

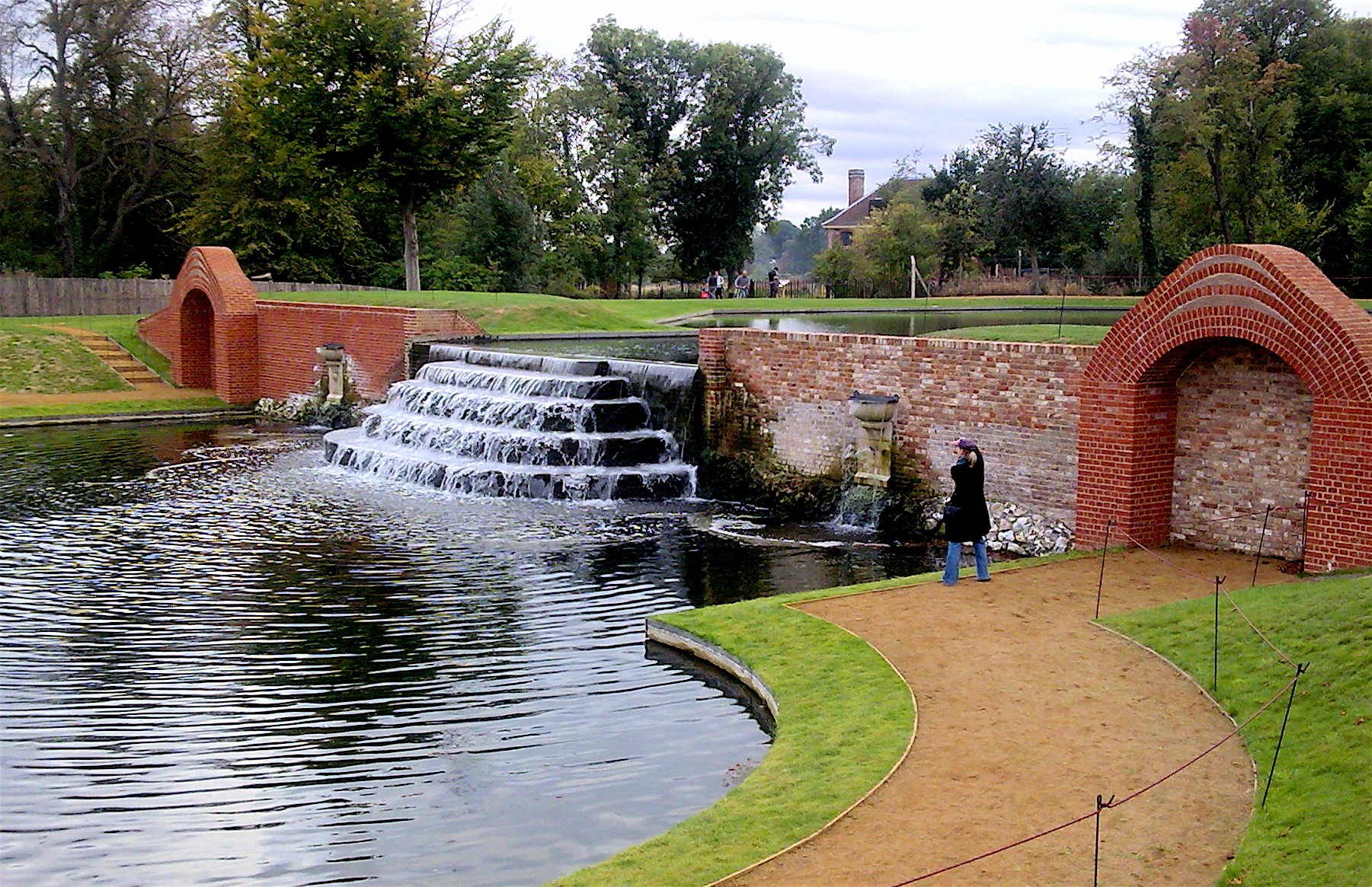
ブッシーパーク・ウォーターガーデンの滝とプール

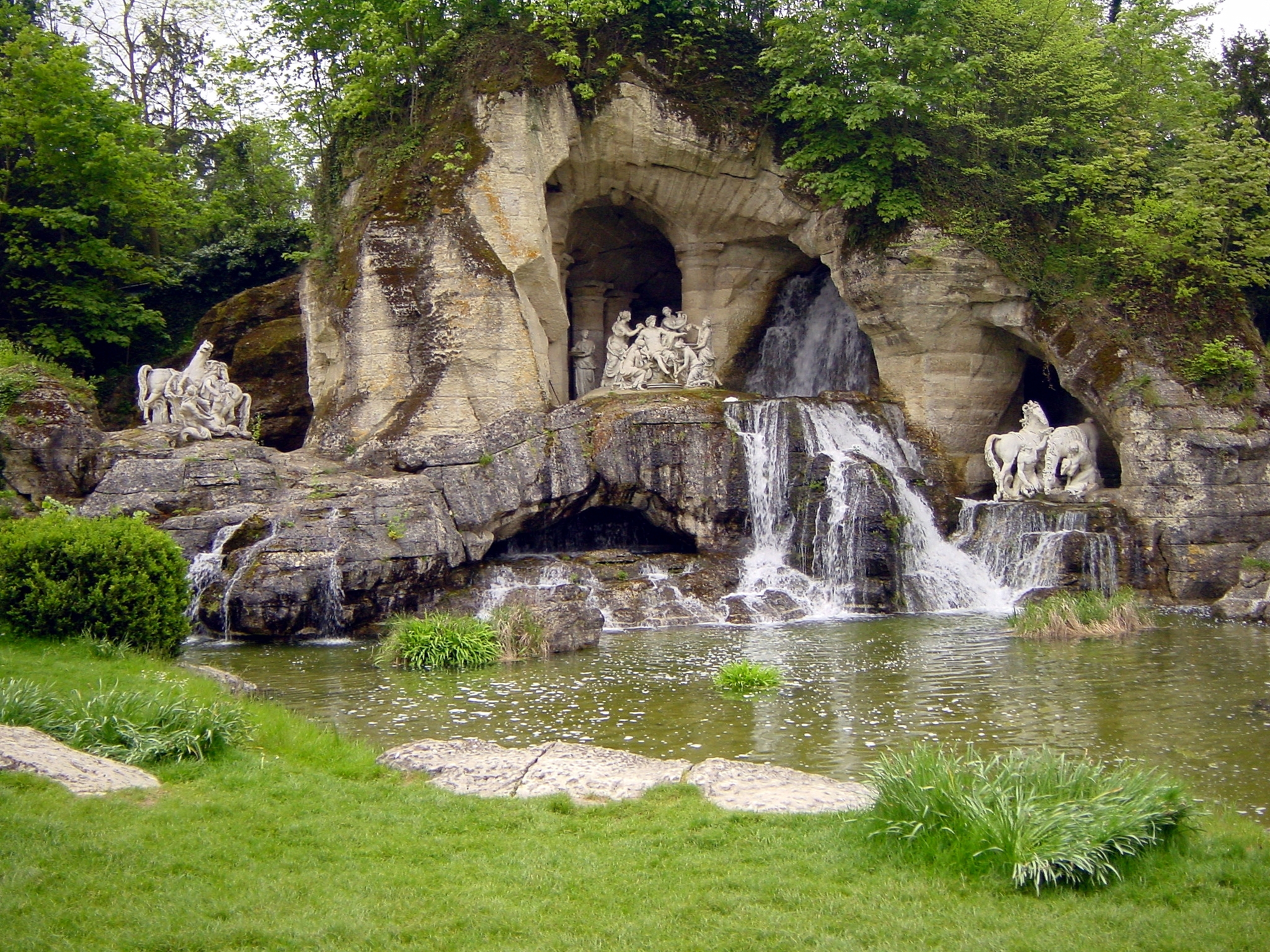
ヴェルサイユ宮殿の庭園での アポロ浴場のボスケ

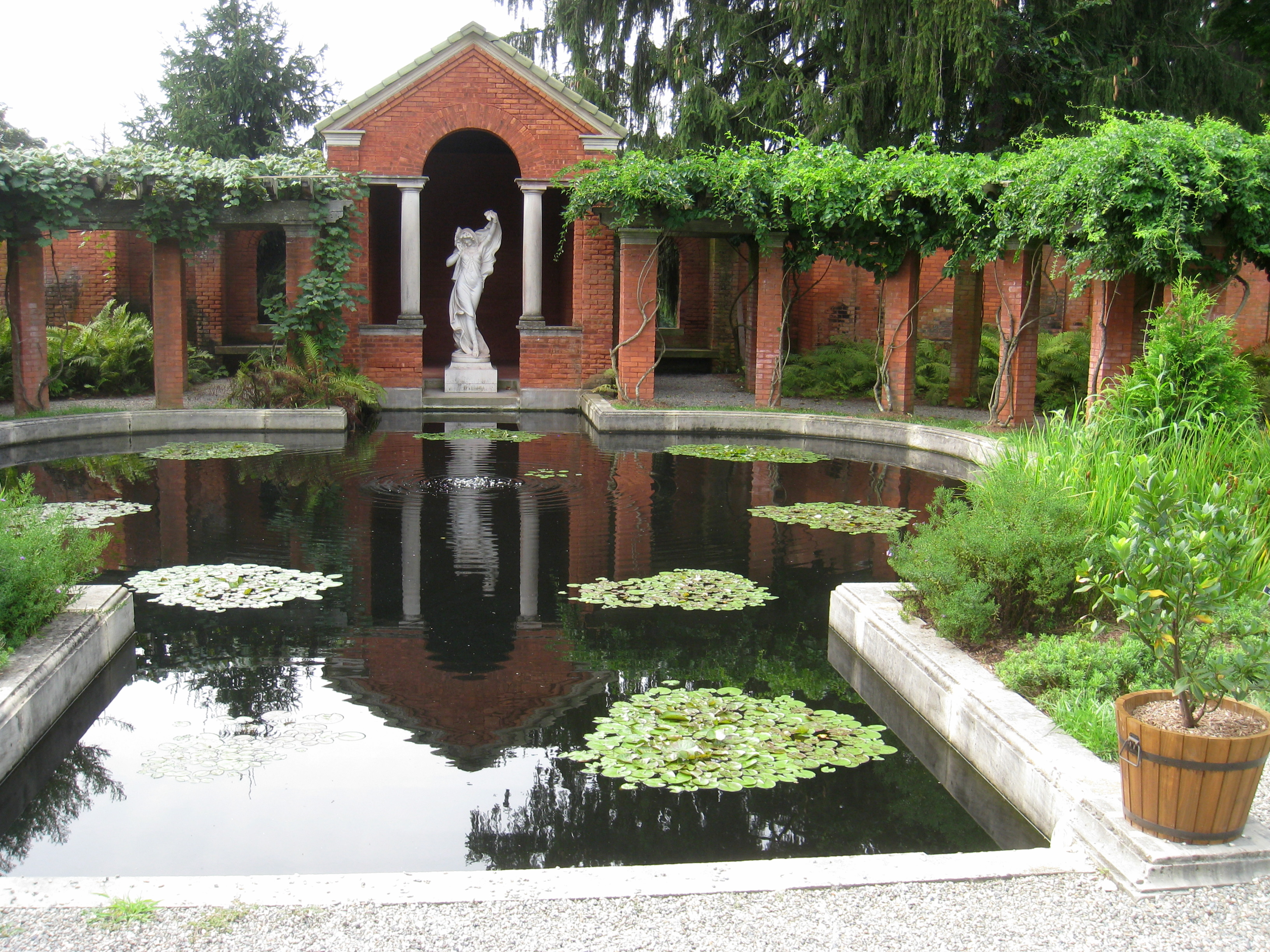
ヴァンダービルト邸の池

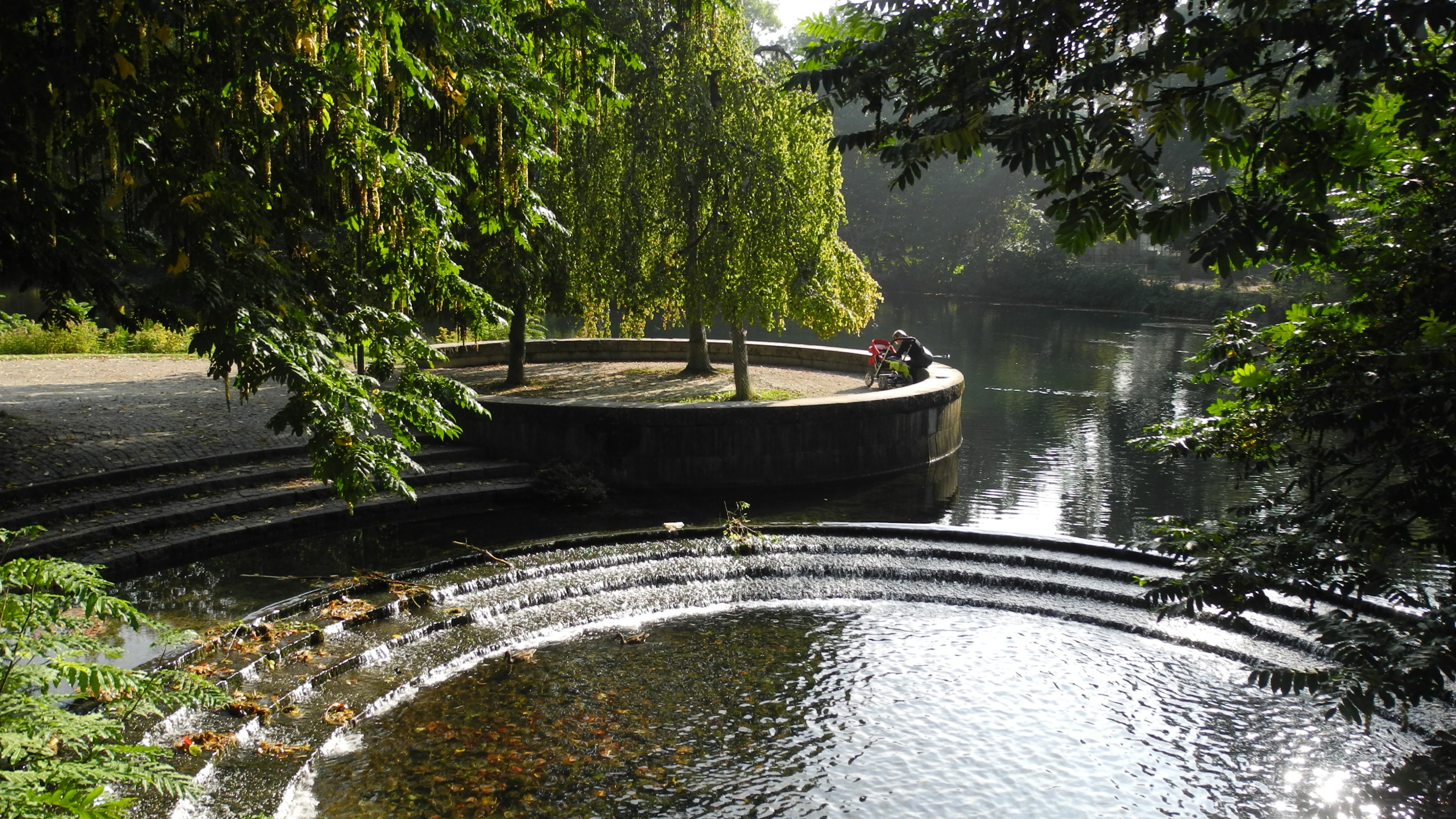
ウルム＝フリードリッヒサウ庭園

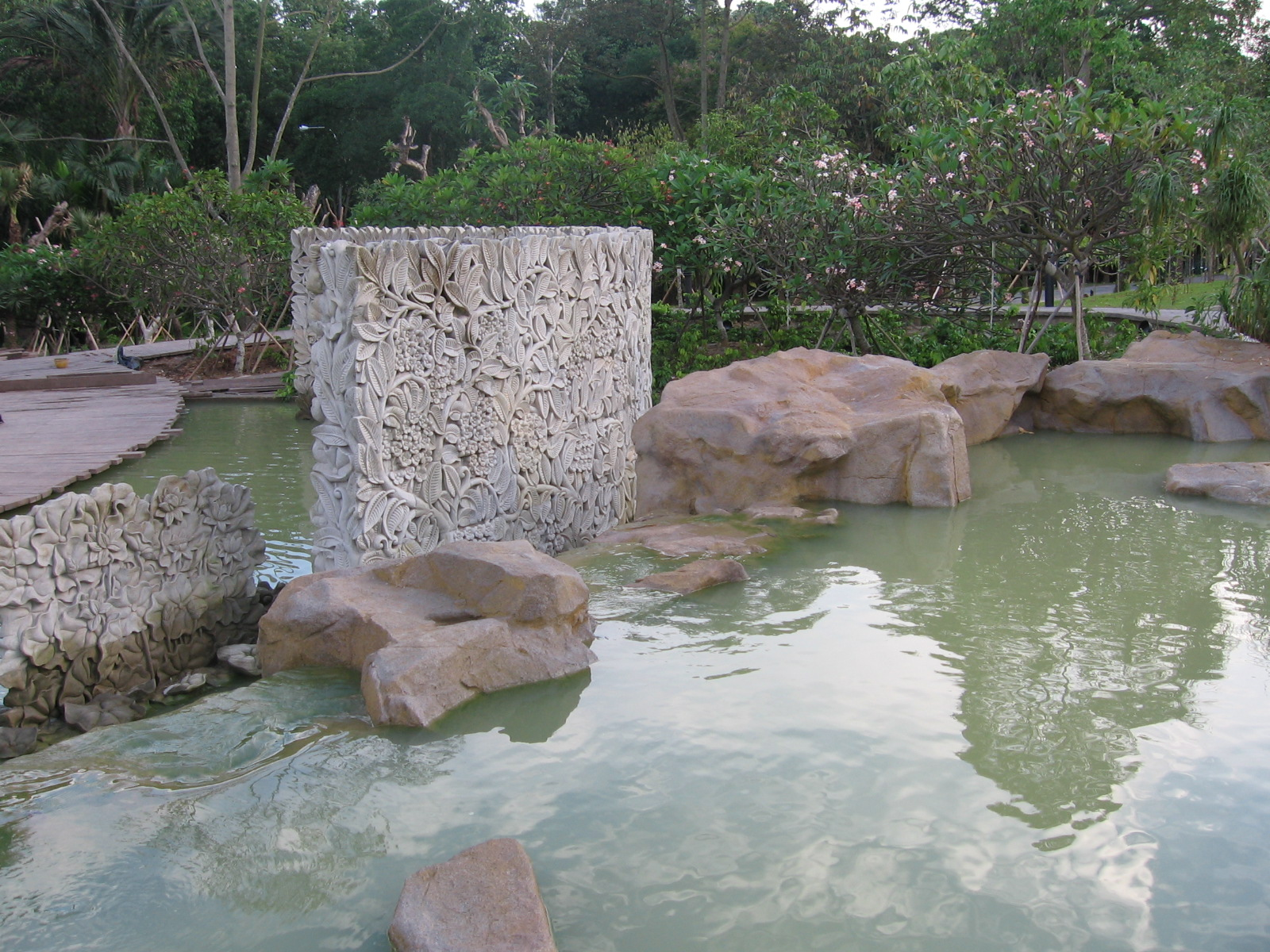
シンガポール植物園

  - チャダー–インドを起源とする質感のある水路。
  - しだれ壁
  - 壁泉
  - カスケード
  - 水ランプ
- 栽培
  - 水耕栽培
  - 田んぼ
- 生息地
  - 野生動物の庭 - 水源の要素。
  - 沼地
  - 湿地
  - マングローブ湿地の 生息地
  - 沼地の庭
  - レインガーデン/バイオリテンションシステム/レインハーベスト
  - 水生コンテナガーデン
  - 河岸地帯の回復
- 水源
  - 湧き水
  - 浸透（水文学）

## 水景のフォリー

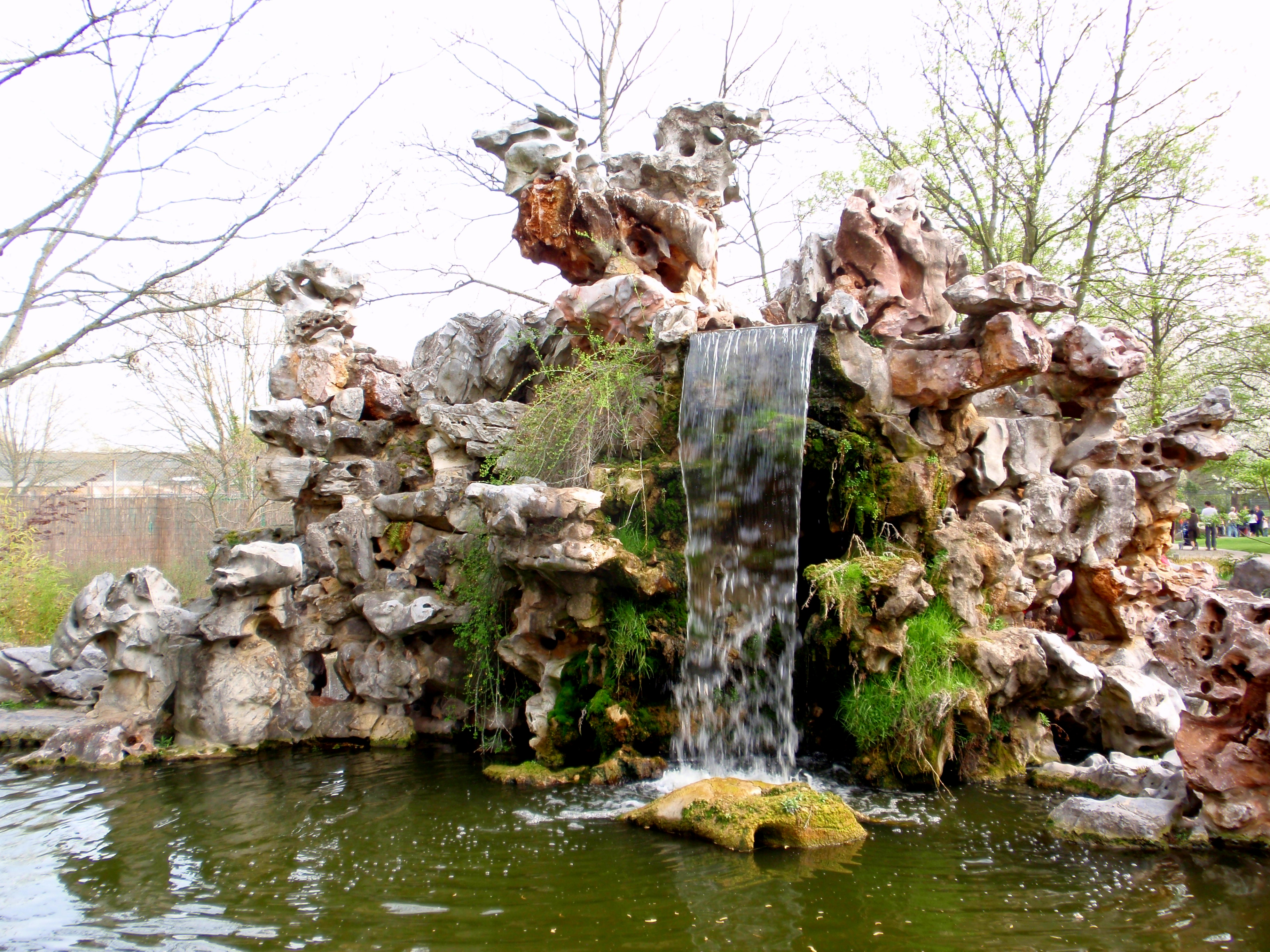
ウォーター・フォリー。 マンハイムの中国庭園Duojingyuanの茶館

ヨーロッパの16世紀には、ギリシャの思想と哲学に新たな関心が寄せられた。油圧と空気圧に関するアレクサンドリアのヘロン作品など、目に見えない重りや流れる液体で操作される寺院のドア、蒸気で動く機械的な歌鳥などの彼の装置はヨーロッパの宮殿を動機付け、同様の賢い装置を作成して公共イメージを高めていた。 
イタリア式庭園では、いくつかの王室が水環境に機械装置を組み込んだ大きなウォーターガーデンを建設している。最も有名なのは、1550年に建設されたティヴォリのエステ家別荘がある。多くの噴水と洞窟でカスケードが形成された丘があるが、いくつかは水を動かしたり噴出したりする水流担当の人物がおかれる。 ヘルブルン宮殿の有名なウォーターガーデンは、多くの水力で動く人間と動物のパフォーマンスフィギュアと人形劇 さらに訪問者を驚かせるために予告なしに噴出したフォリー噴水で構築され、ヨーロッパ中に人気が広がっていった。   

## ストリームガーデン
構築された小川などで水の経路に岩を置くと小さなパターン、 急流、滝が形成される。 岩は水流を乱し、水しぶきと泡を引き起こし、植物、魚、野生生物にとって心地よい音と微小生息地を作りだす。適切に配置された岩も低酸素を防ぐために酸素を追加する水しぶきを作成、気泡が多いほど、水中の溶存酸素が多くなるのである。

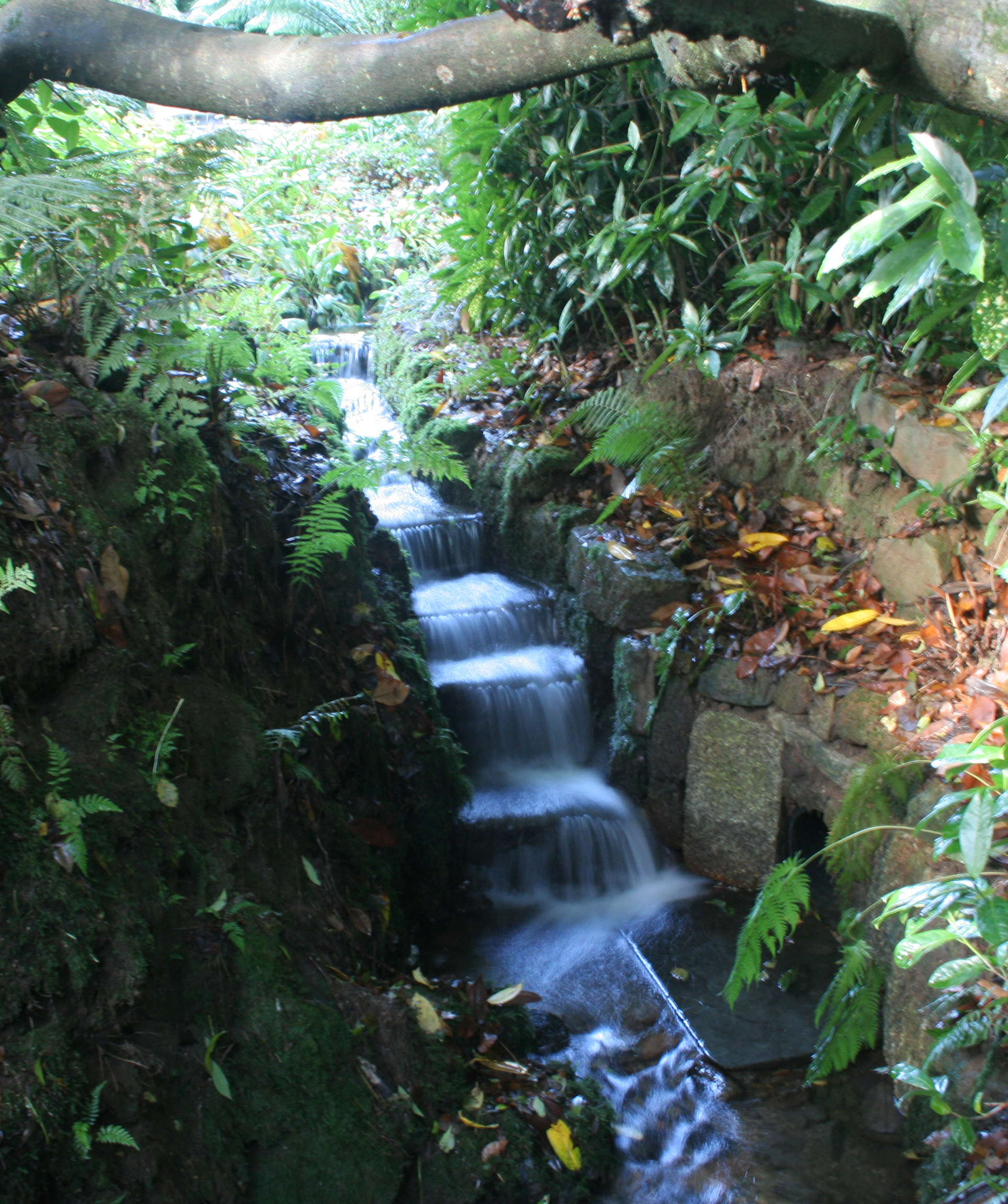
ストリームガーデントレンワイントン
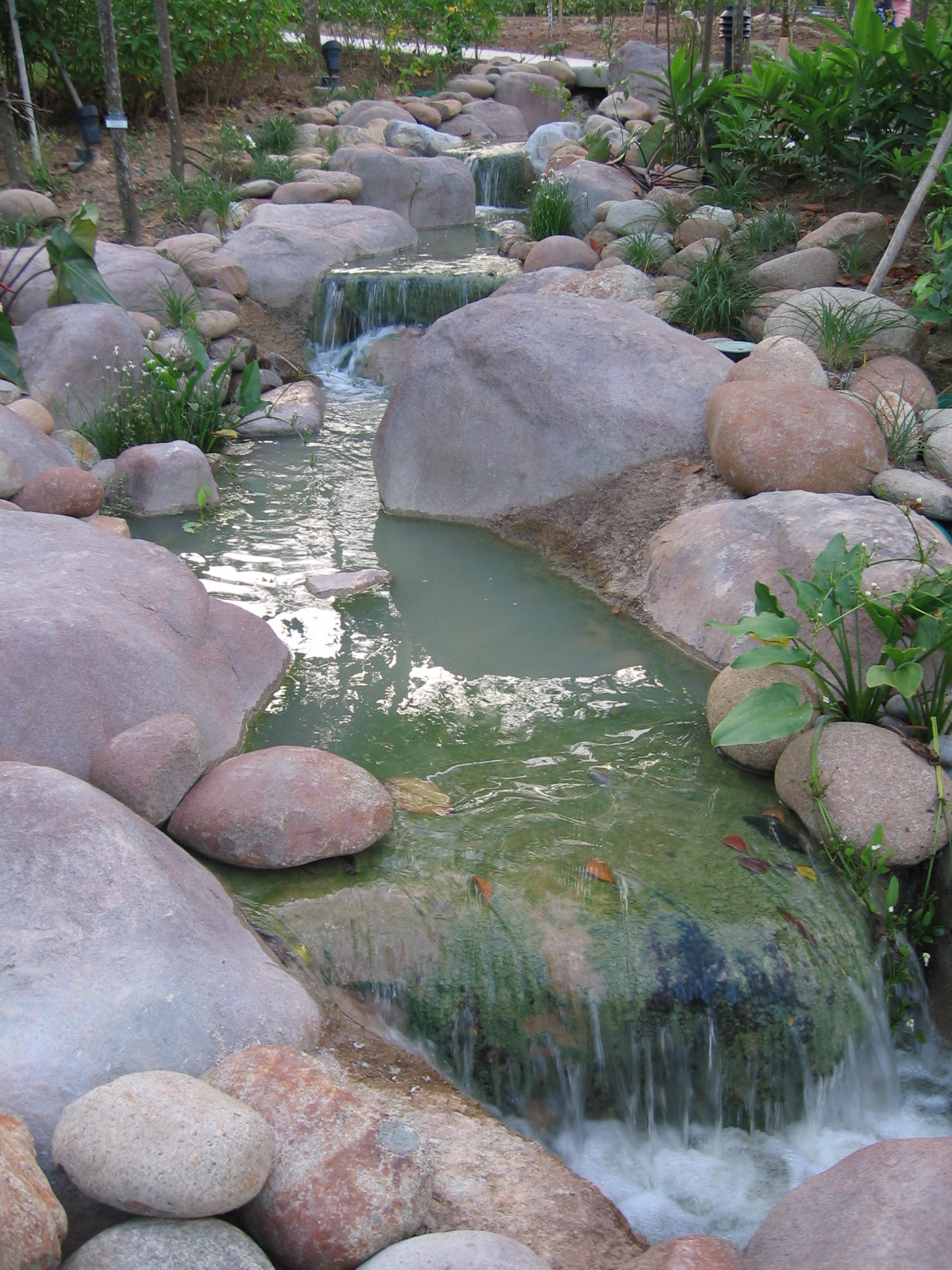
シンガポール植物園
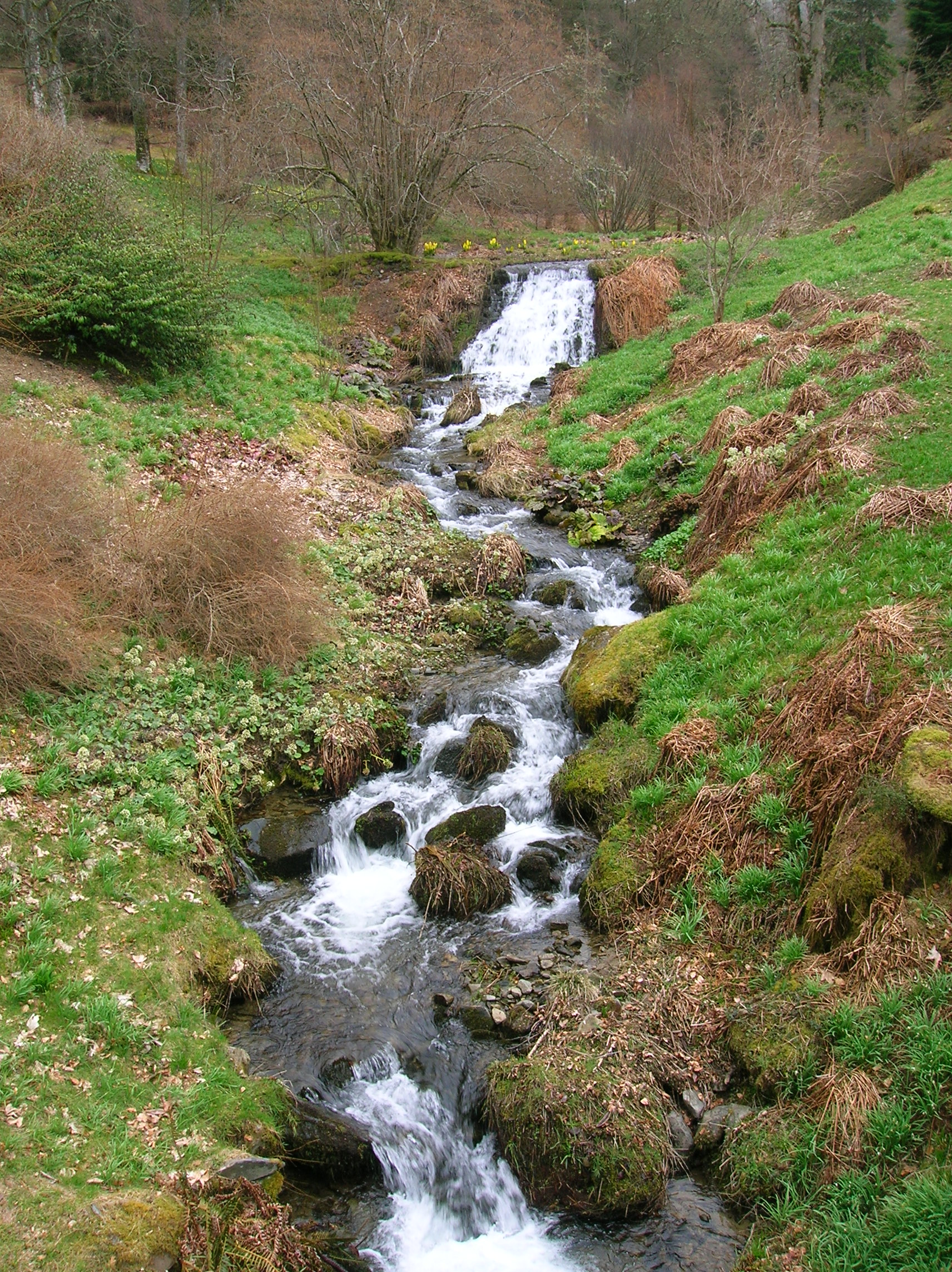
スクレイプバーン、ダウィック植物園
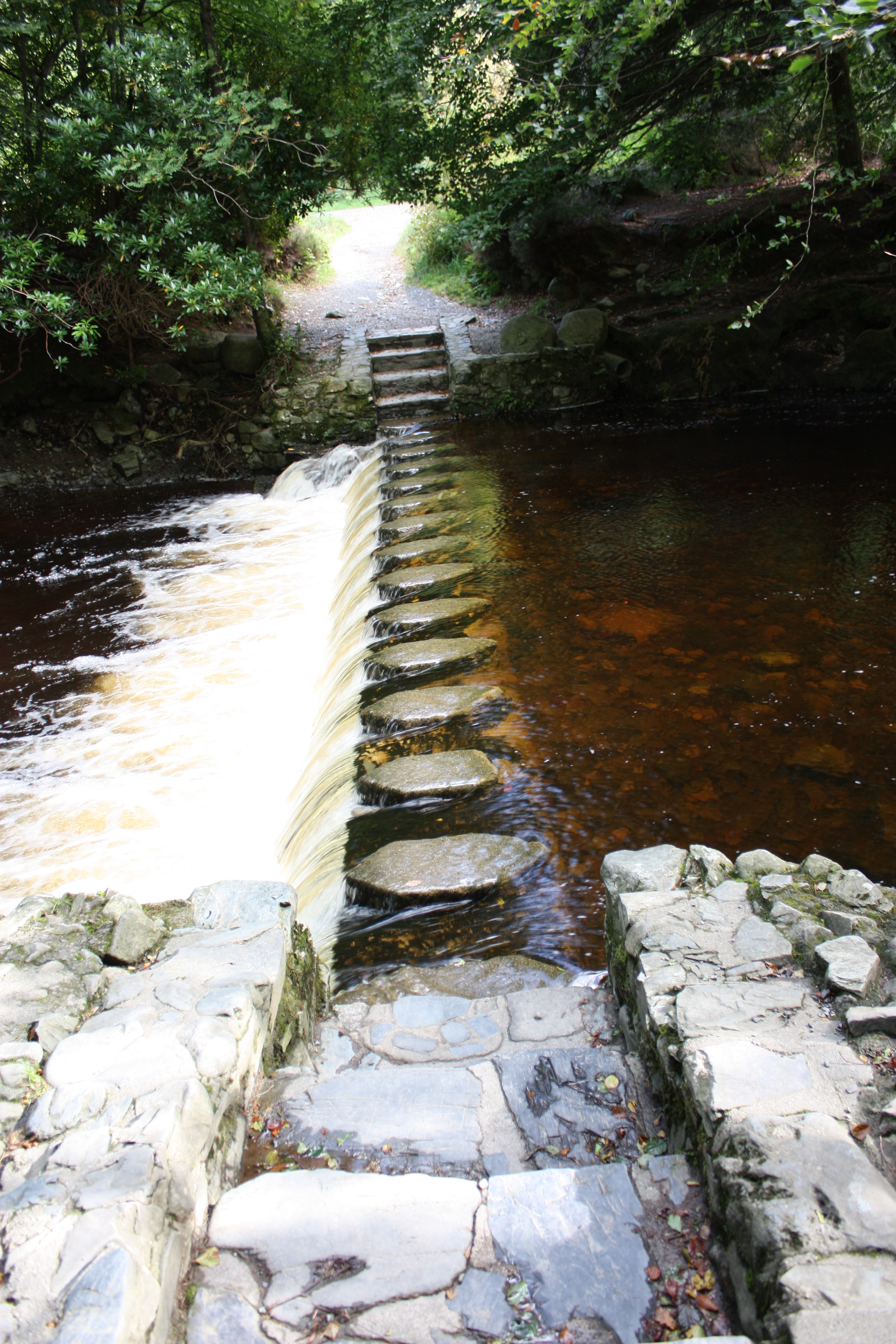
飛び石、Tollymore

## 水生植物

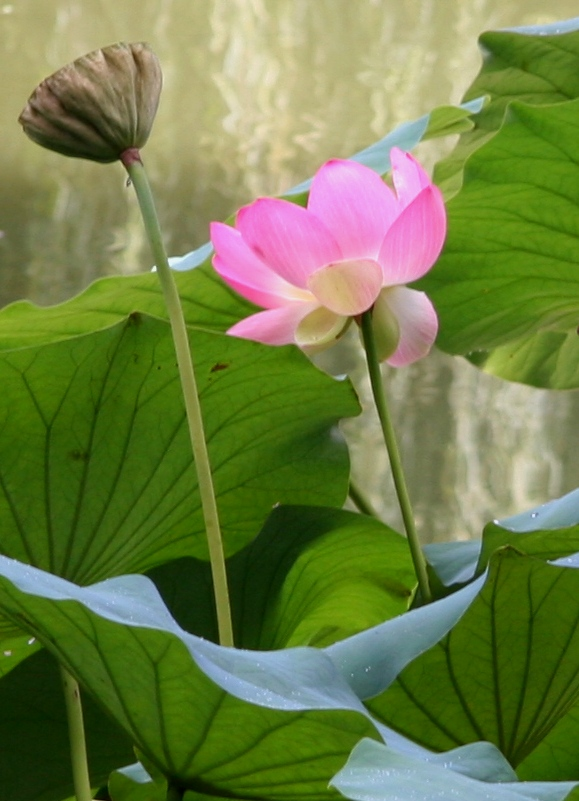
ハス、 Nelumbo nucifera

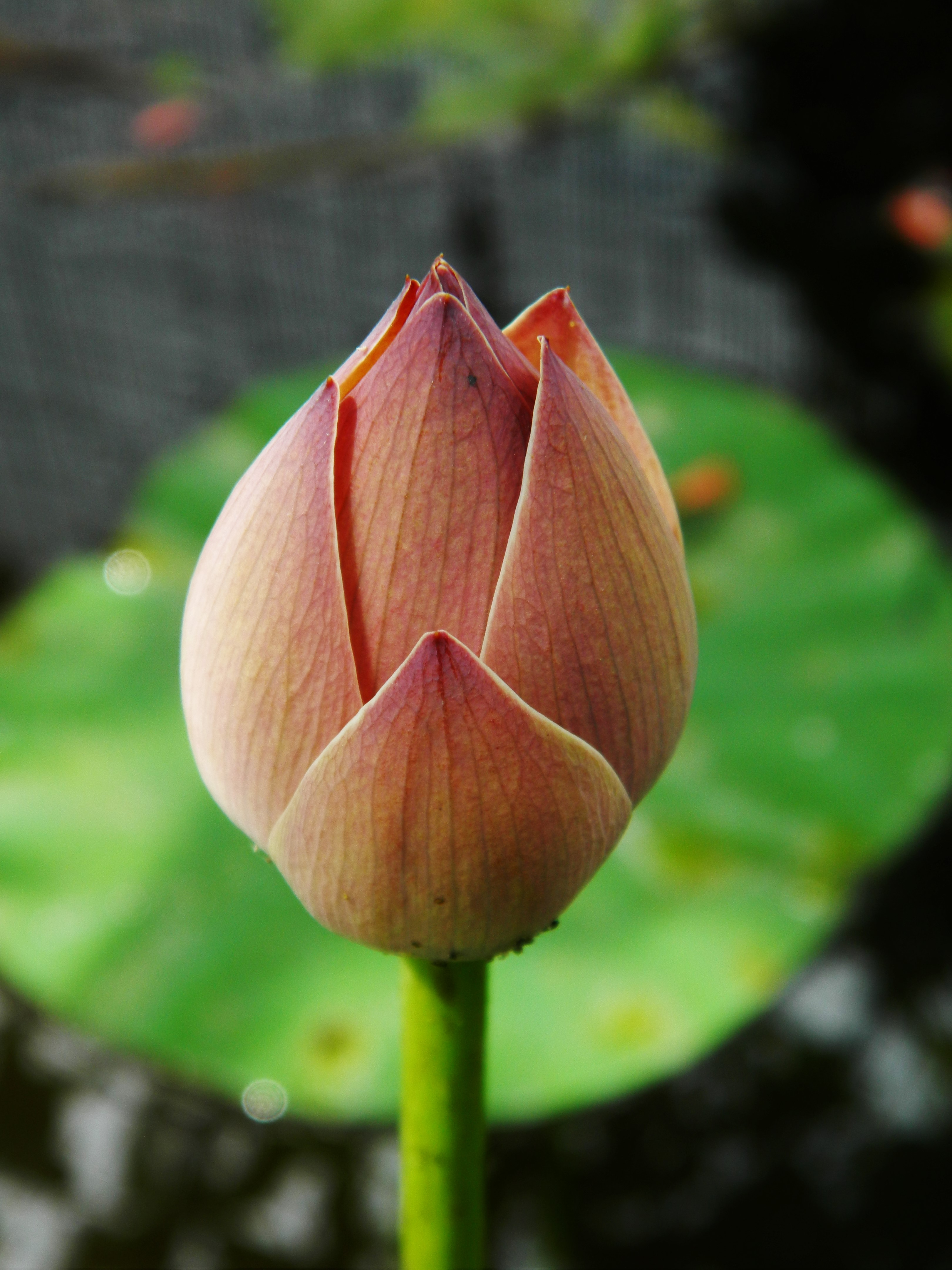
ネランボヌシフェラバド

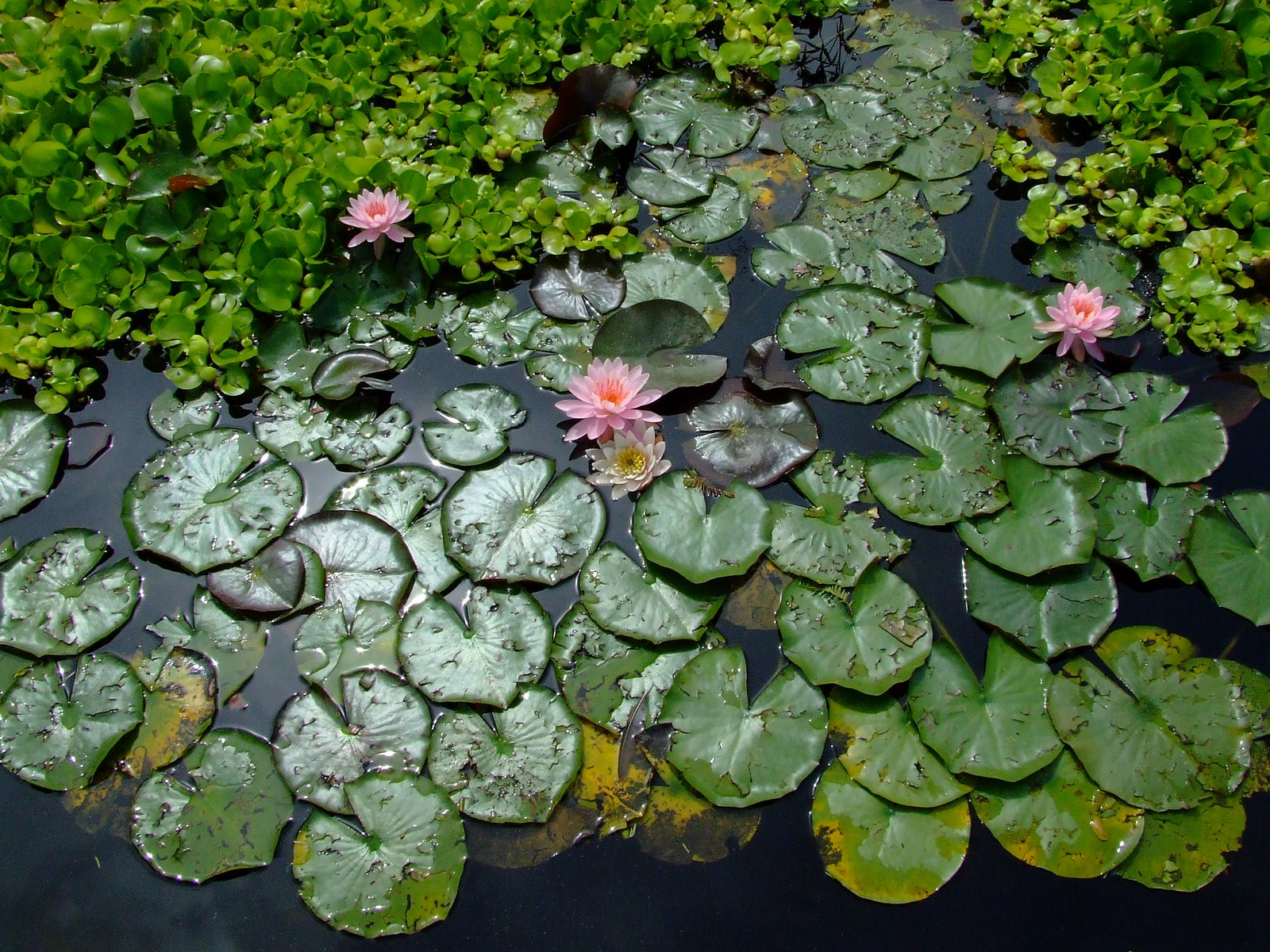
ジルカー植物園、スイレン

水生植物は、水中、限界、浮遊の3つの主要なカテゴリに分類される。 
- 水中植物とは、水の下でほぼ完全に生きる植物で、時にはスイレンのように葉や花が表面に生えている。これらの植物は通常50cmほどの池または容器に入れられ、また植物の一部は、池に生息する魚に酸素を生成するため、人工肺などともと呼ばれる。これらの例は次のとおり。
  - スイレン （ハーディおよびトロピカル）
  - ツノゴケ（ Ceratophyllum demersum ）
  - フェザーフォイル（ Hottonia palustris ）
  - Eurasian water milfoil（ Myriophyllum spicatum ）
  - Shining pondweed（ Potamogeton lucens ）
- 限界植物は、水の下に根を置いて生きているが、表面の上の残りの植物で これらは通常、上部が水位にあるか、ほとんど水位より下にいないように配置される。これらの例は次のとおり。
  - Iris or Flag（ Iris spp. ）
  - ウォータークローフット（ Ranunculus fluitans ）
  - まかり（ Scirpus lacustris ）
  - ガマ（ Typha latifolia ）
  - 太郎（ Colocasia esculenta ）
  - 矢じり（ Sagittaria latifolia ）
  - ロータス（ Nelumbo spp. ）
  - Pickerelweed（ Pontederia cordata ）
- 浮遊植物は、土壌にまったく固定されていないが、表面に浮遊している植物。 水の園芸では、これらは池の藻類の成長を減らすために日陰の提供者としてしばしば使用されている ほか、しばしば非常に急速に成長/増殖。 これらの例は次のとおり。 
  - Mosquito ferns（ アゾラ属 ）
  - スパンコール（ Salvinia spp. ）
  - 水クローバー（ Marsilea vestita ）
  - ウォーターレタス（ Pistia stratiotes ）
  - ホテイアオイ（ Eichhornia crassipes ）

米国の一部の地域では、これらの植物の一部を販売または保管することを制限している。これらの植物が フロリダやカリフォルニアなどのより暖かい地域で侵入種になっているためである。 

### 藻類
藻類はほぼすべての池で見られる。 庭の池で育つことができる藻類の種は何百もあり、通常は個体が豊富になったときにのみ気づかれている。藻類は、庭の池に典型的な高い栄養レベルのために、池で非常に高密度で成長することがよくある。 一般に、藻類は池の側面に付着し、無害だが 「毛布雑草」などと呼ばれる藻類の種は、理想的な条件下でなら1日1フィートまで成長し、庭の池を急速に詰まらせる可能性もあるほか、浮遊性藻類は微視的であり、池の水が緑色に見える原因となる。ただしこれは見苦しいものの、実際には水質がきれいでバランスが取れていることを示している。 緑色の水（自由に浮遊する藻類）とは通常、腐った植生からの栄養分が多すぎるか、スペースに対して魚が多すぎることを意味している。浮遊している藻類を化学物質で殺すと、多くの場合は死腐敗と化しさらに多くの栄養素が水に入ると問題がさらに悪化するが、水から栄養素も供給ができるので、より多くの浮遊または水没した（鉢植えでない）植物を追加すれば役立っていくのである。水から栄養素とすべての種類の藻類を除去するためにインストールできるフィルターもあるが 多くの池は、春の初めに自然に緑になり、その後晴れ上がるのである。 

## 動物相

### 魚

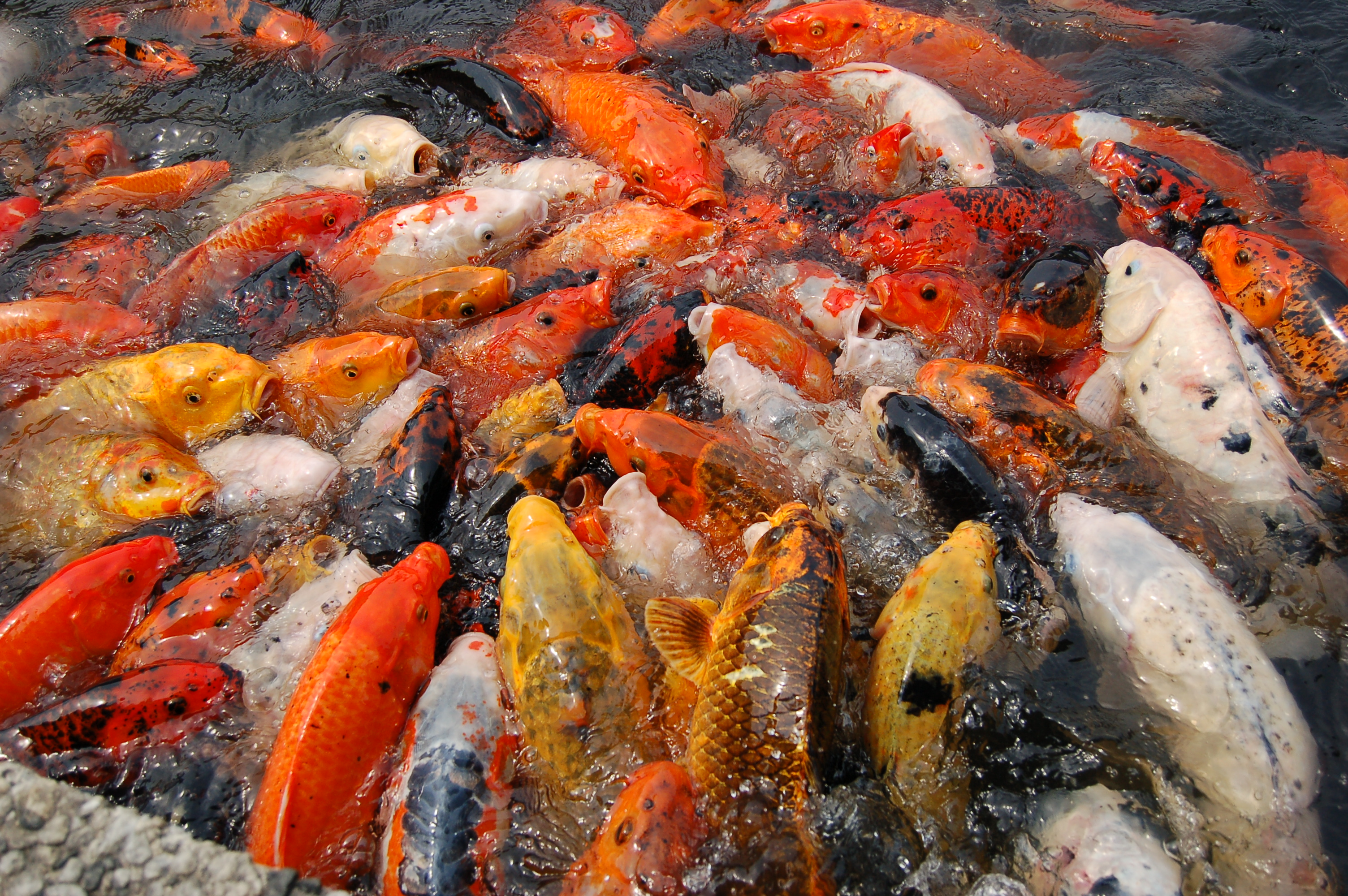
ニシキゴイ

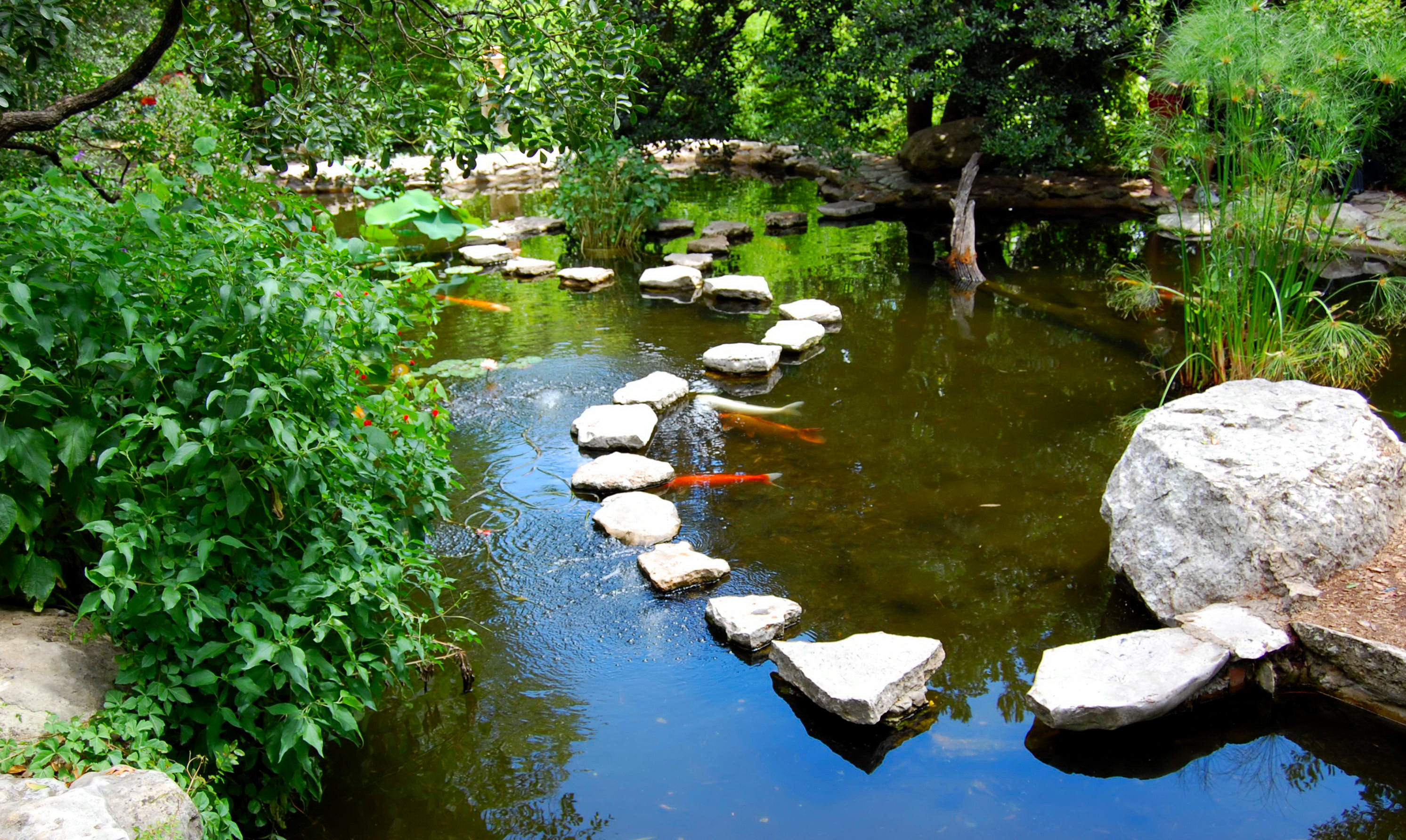
飛び石と小川のある養魚池

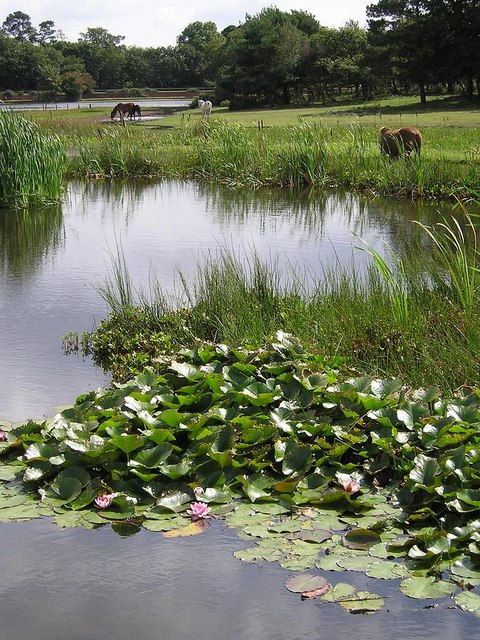
ハチェット池、 ニューフォレスト 、イングランド

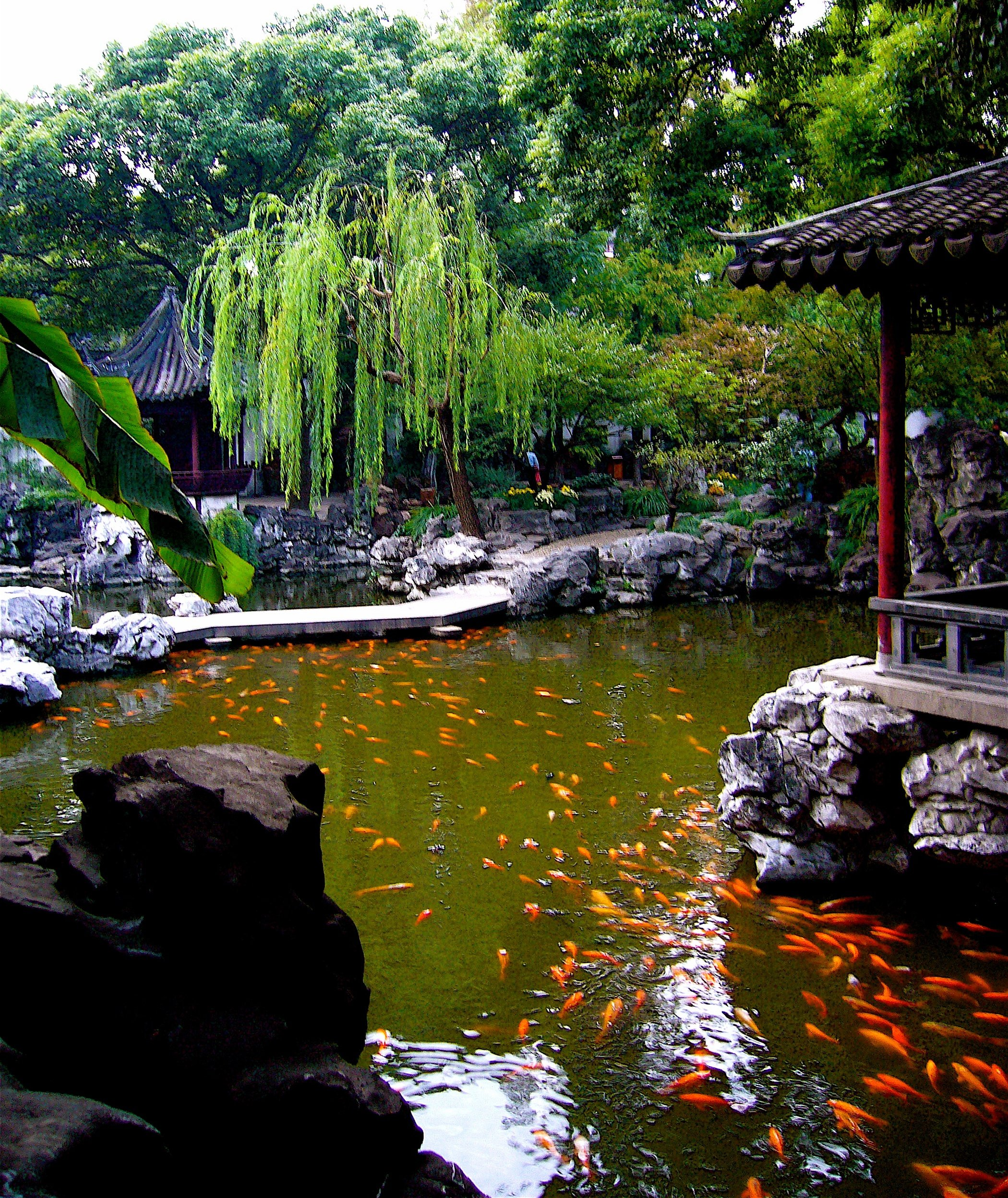
上海Yu園の池の魚

庭に池を持つ理由は、魚を維持することであるが、多くの場合そして多くの人が飼育し続けるのは 鯉や金魚 である。 
丈夫でカラフルな魚であるが池は魚に影響を与える。ただし極端な温度差のない地域に位置している限り、どちらも特別な加熱を必要としない。 
魚が飼育されている場合、生命を支えるのに十分な酸素を水中に保持するために、通常、ポンプと濾過装置が必要。 冬には、水が凍結しないように寒い気候で小さなヒーターを使用する必要がある場合もある。 
一般的な池の魚の例は次のとおり。 
- Ricefish（Himedaka）
- カダヤシ
- ロージーレッドミノー
- ホワイトクラウドマウンテンミノー
- 金魚（コモン、コメット、シュブンキン、ワキン、ファンテイル） ファンテイルのいくつかの例外を除いて、派手な金魚は池の生活には適していない。）
- フナ、ヘラブナ等
- コイ（オーストラリアでは、コイは侵略的な魚と見なされており、水路に放流することは違法。 [4] ）
  - ニシキゴイ
  - 蝶鯉
  - ゴースト鯉
  - 鏡鯉
- どじょう
- ゴールデンオーフェ
- ゴールデンテンチ
- ウナギ
- ナマズ
- ブルーギル
- ブラックバス
- スネークヘッド

### 甲殻類
- ザリガニ
- 淡水エビ

### カタツムリ
- 川のカタツムリ

小さな水生カタツムリは通常、植物が繁茂する池で見られる。その住環境を保つためにリンゴのカタツムリなどを導入するのである。 Lymnaea属の「 メランソカタツムリ」なども活用されている。 

### ヘルペトファウナ
郊外や農村部にある池泉では、一般的なカエルやファイアサラマンダーなどの両生類や カメ 、 トカゲ 、 ヘビなどの爬虫類を引き付けることもよくあることである。 

### 鳥
- 鴨
- アヒル

### 捕食者
庭の池は（北米では） アライグマ 、その他 サギ 、ヘビ、飼い猫などの捕食動物から注目が集まることもある。 これらの捕食者は魚にとって危険である。このため所有者は、導入品種が非常に高価である場合は防御に特に注意を払うこともよくあることである。

## 関連項目

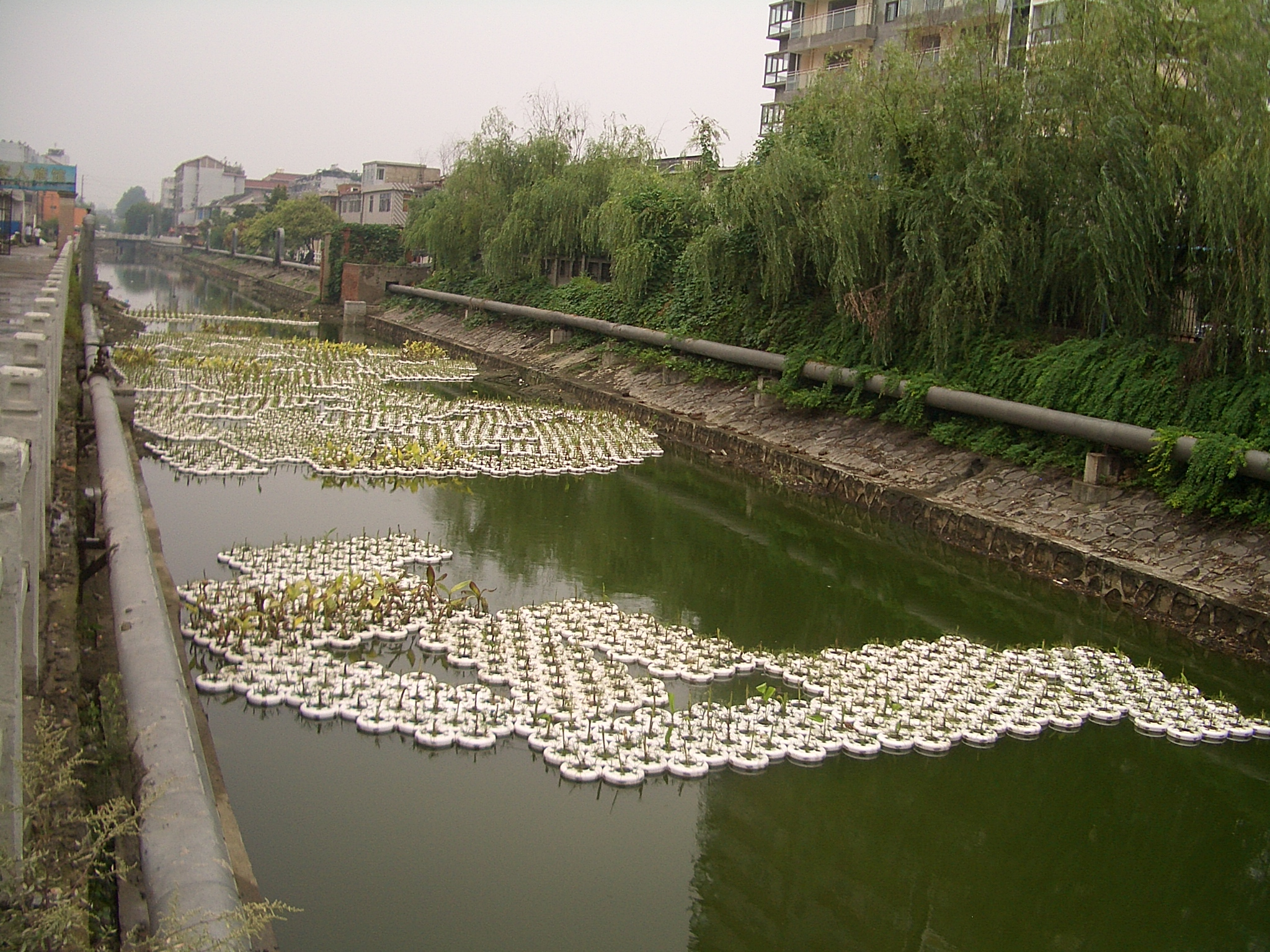
中国揚州市の荘河運河で栽培されている水生植物